# 納比甘傑烏帕齊拉
納比甘傑乌帕齐拉是孟加拉国霍比甘傑縣的一个乌帕齐拉，位於錫爾赫特专区的霍比甘傑縣。。

## 人口
據1991年孟加拉國人口普查，納比甘傑共有戶數41,358戶，人口246933人。其中男性佔比50.27%，女性佔比49.73%；成年人口126,527人。該地7歲以上人口之平均識字率為26.4%，低於全國平均值（32.4%）。